# 普洛特假說
普洛特假说（英語：Prout's hypothesis）是 19 世纪早期的一次尝试，试图通过有关原子内部结构的假说来解释各种化学元素的存在。 

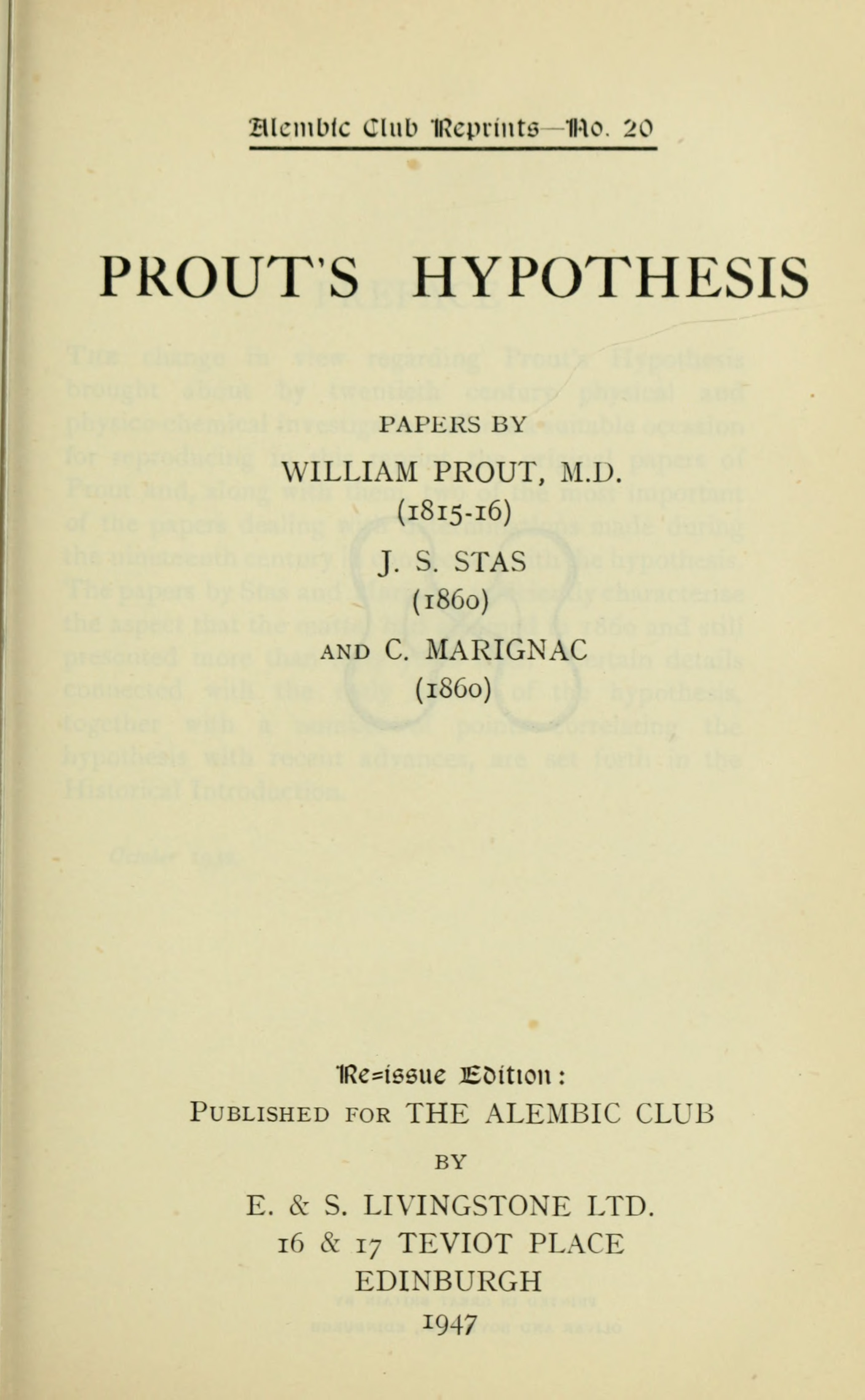
Prout's hypothesis, 1947

1815年和1816年，英国化学家威廉·普洛特发表了两篇论文，他在论文中观察到当时已知元素的测量原子量似乎是氢原子量的整数倍。 然后，他假设氢原子是唯一真正的基本物质，将其称为质子，而其他元素的原子实际上是不同数量氢原子的组合。
普洛特假说对欧内斯特·卢瑟福产生了影响，他于 1917 年成功地用 α 粒子从氮原子中“撞击出”氢原子核，并由此得出结论，也许所有元素的原子核都是由这种粒子（氢原子核）构成的。 
1920 年，他建议将粒子命名为“质子”，将粒子的后缀“-on”添加到普洛特的单词“protyle”的词干上。卢瑟福讨论的假设是一个由 Z + N = A 质子加上原子核组成的原子核 N 电子以某种方式被困在其中，从而将正电荷减少到+Z，正如观察到的那样，并模糊地解释了β衰变放射性。 
众所周知，这种核构造与经典动力学或早期量子动力学不一致，但在卢瑟福提出中子假说和英国物理学家詹姆斯·查德威克发现之前，这种核构造似乎是不可避免的。
1913 年至 1932 年间，同位素和中子的发现解释了普洛特假设与某些原子量为非氢整数倍之间的差异。 根据弗朗西斯·阿斯顿的整数法则，普洛特假说对于单种同位素的原子质量是正确的，误差最多为1%。

## 影响
普洛特的假设在整个 1820 年代仍然对化学产生影响。 然而，对原子量进行更仔细的测量，例如约恩斯·贝尔塞柳斯在 1828 年或 爱德华·詹纳 在 1832 年编制的测量结果，反驳了这一假设。特别是氯的原子量，是氯的原子量的 35.45 倍。 氢的存在，当时无法用普洛特假说来解释。 有些人临时提出了基本单位是氢原子的二分之一的说法，但进一步的差异浮出水面。 这导致了这样的假设：氢原子的四分之一是公共单位。 尽管它们被证明是错误的，但这些猜想催化了原子量的进一步测量。
到 1919 年，原子量的差异被怀疑是同一元素的多种同位素自然出现的结果。弗朗西斯·阿斯顿使用质谱仪发现了多种元素的多种稳定同位素。
1919 年，弗朗西斯·阿斯頓以足够的分辨率研究了氖气，结果表明这两个同位素质量非常接近整数 20 和 22，并且都不等于氖气的已知摩尔质量 (20.2)。
1925 年，人们发现有问题的氯由同位素 35Cl 和 37Cl 组成，其比例使得天然氯的平均重量约为氢的 35.45 倍。对于所有元素，最终发现质量数为 A 的每个同位素的质量非常接近 A 乘以氢原子的质量，误差始终小于 1%。 这与普洛特定律的正确性相差无几。 然而，对于所有同位素来说，并没有发现该规则能够比这个更好地预测同位素质量，这主要是由于原子核形成时释放结合能而导致的质量亏损(mass defect)。
尽管所有元素都是氢核聚变成高级元素的产物，但现在人们知道原子由质子（氢核）和中子组成。
普洛特定律的现代版本是，对于质子数为Z、中子数为 N的核素，其原子质量等于其质子和中子的质量之和，减去核结合能的质量亏损。
根据弗朗西斯·阿斯顿提出的整数法则，核素的质量大致是：
核素的质量=质量数（A） * 原子质量单位 （u）± 结合能质量亏损；
（质量数A=质子数Z+中子数N）
其中原子质量单位指的是“质子、中子或氢原子的质量”的现代近似值。
例如，铁 56 原子（具有最高的结合能）的重量仅为 56 个氢原子的 99.1% 左右。 缺失的 0.9% 质量代表当铁原子核由恒星内部的氢制成时损失的能量（参见恒星核合成）。

## 文献典故
阿瑟·柯南·道尔 (Arthur Conan Doyle) 在 1891 年的论文《莱佛士霍的所作所为》中谈到了将元素转变为原子序数递减的其他元素，直到达到暗物质（grey matter）。
瓦西里·格罗斯曼 (Vasily Grossman) 的主角、物理学家维克托·施特鲁姆 (Viktor Shtrum) 在其 1959 年的论文《生命与命运》中反思了普洛特关于氢是其他元素起源的假设（以及普洛特的错误数据导致了本质上正确的结论），因为他担心由此无法完成自己的论文。